# 日本国有鉄道の荷物運送

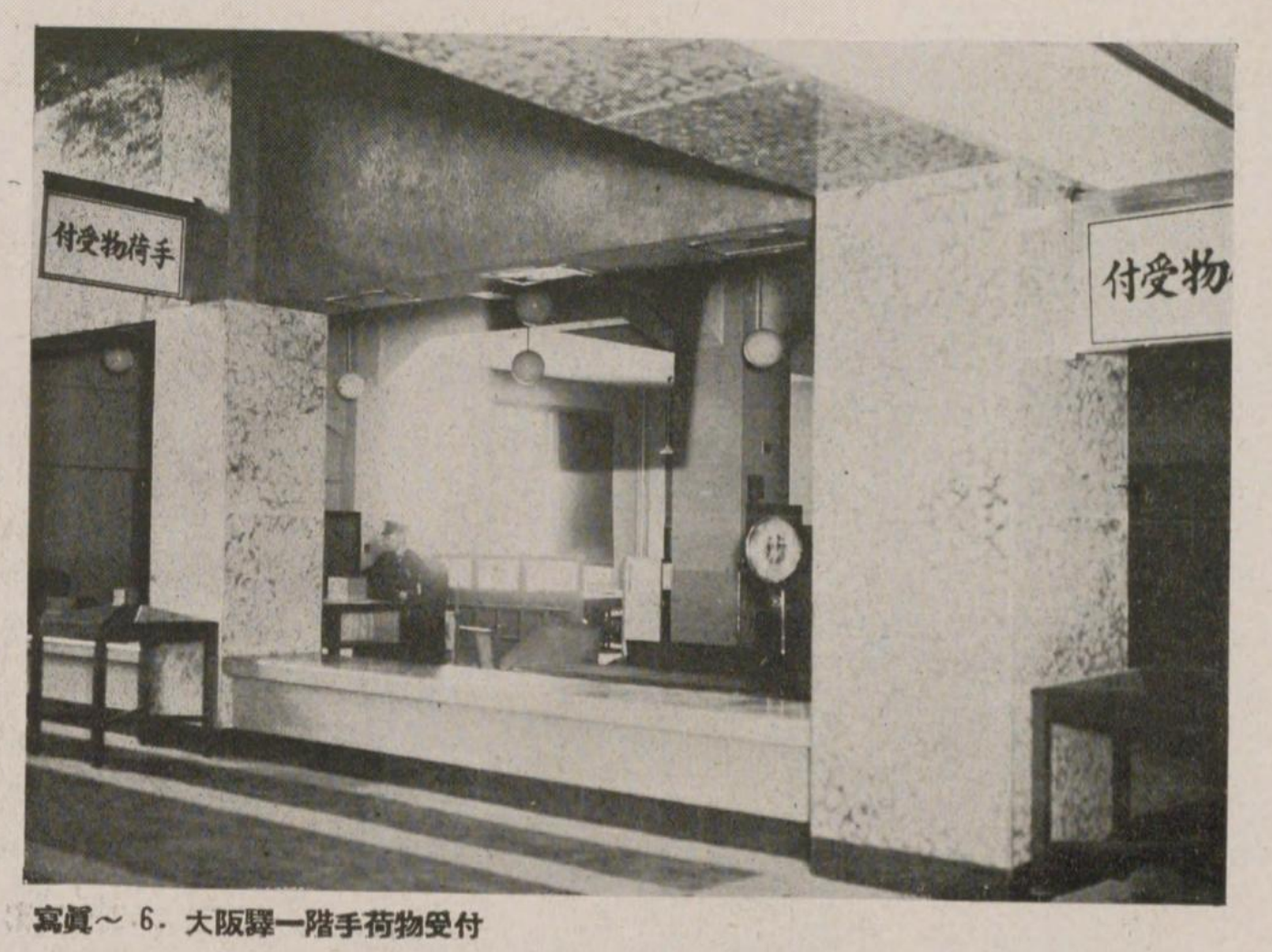
大阪駅１階　手荷物受付 (1940年ごろ)

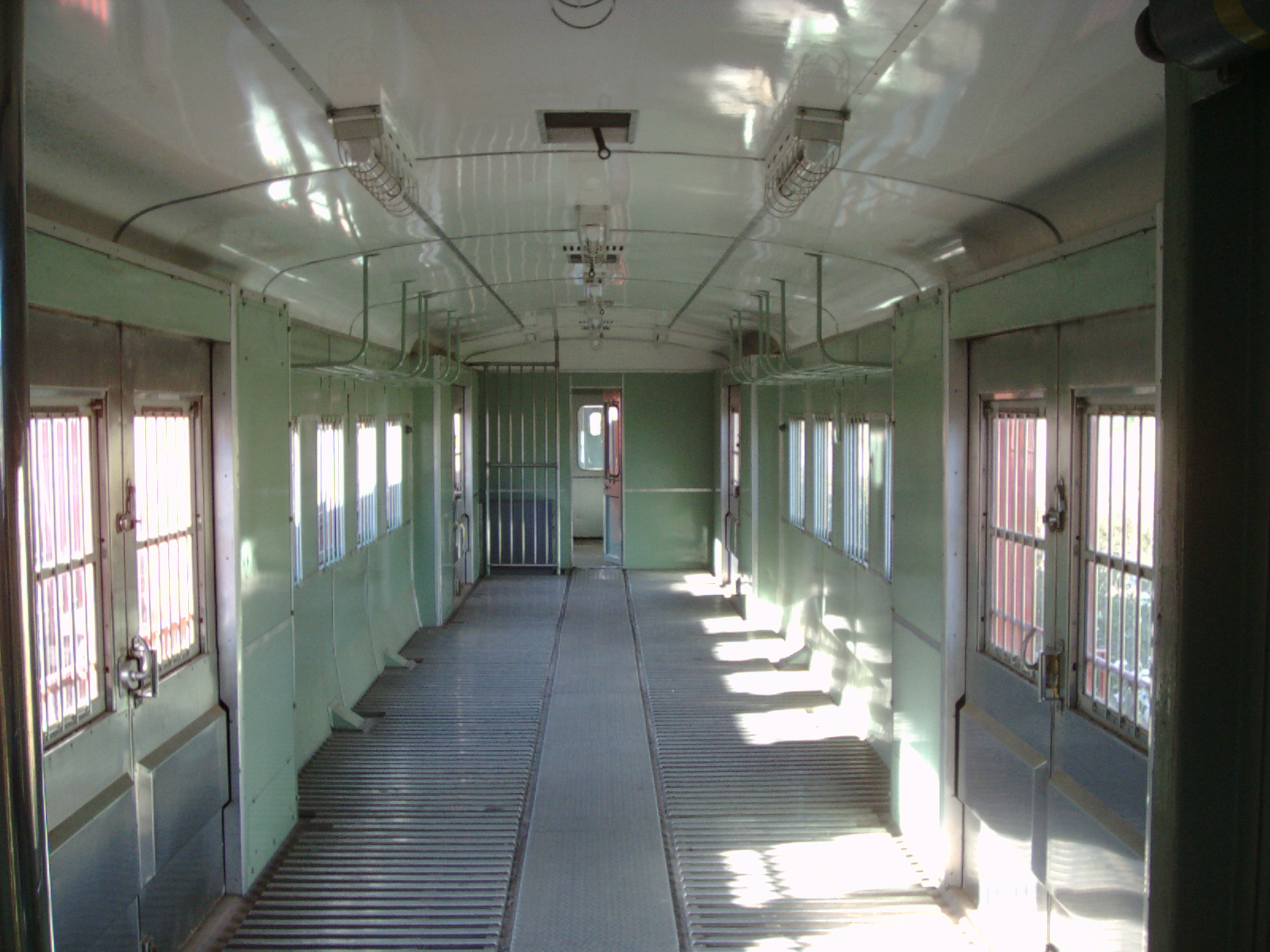
荷物車キニ58（2004年12月）

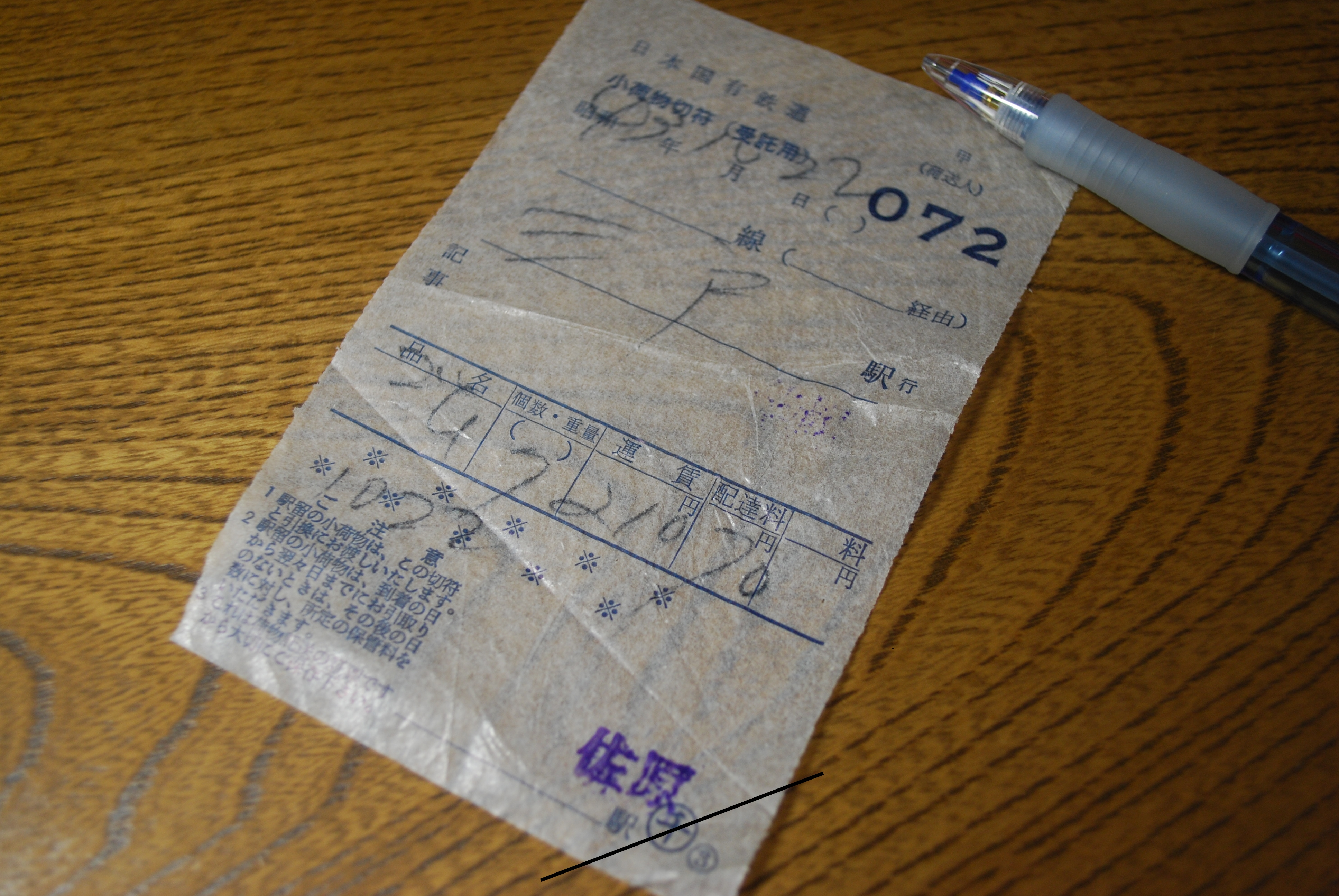
国鉄時代の小荷物切符（2008年12月）

日本国有鉄道の荷物運送（にほんこくゆうてつどうのにもつうんそう）とは、旅客列車に併結しての輸送（旅客局扱）を指し、貨物列車によって輸送される貨物（貨物局扱）と対比される。荷物扱いには、さらに以下に区分される。
- 旅客運送に伴う手荷物 [3][5][4]
  - 旅客が携帯して持ち込む手回り品（旅客より引き渡しを受けない） [6]
  - 旅客から鉄道が預かる託送手荷物[6][7]
- 小荷物（急送小型貨物）[3][5][4]
- 新聞雑誌及び郵便物（専用のものは郵便車）[3][4]

これらは旅客列車に荷物車を連結して輸送し、旅客ホームにて旅客と一緒に扱われた。荷物専用列車の時刻は一時期、市販の旅客用時刻表にも時刻が掲載されていた。
なお旅客が鉄道に託送手荷物を預ける際には、手荷物符票（チッキ, チェッキ）が発行される。

## 規定
旅客列車による運送規定は以下の通り。

第三章　託送󠄁󠄁手荷物
第三十六條　旅客カ其ノ旅行ニ必要󠄁󠄁ナル物品ハ手荷物トシテ託送󠄁󠄁スルコトヲ得但シ貨󠄁幣󠄁、有價證劵其ノ他ノ高價品及󠄁動物ハ此ノ限ニ在ラス
特種ノ列車ニ付テハ監督官廳ノ認󠄁可ヲ得テ手荷物ノ運󠄁送󠄁ヲ取扱󠄁ハサルコトヲ得
第三十八條　鐵道󠄁󠄁ハ旅客一人ニ付少クトモ三十斤迄ノ手荷物ヲ無賃ニテ運󠄁󠄁送󠄁󠄁スル便󠄁󠄁ヲ與󠄀フヘシ
半󠄁賃金ニテ運󠄁送󠄁スル小兒ノ無賃手荷物斤量ハ前󠄁記斤量ノ半󠄁ヲ以テ制限トス
割󠄀引乘車劵ヲ以テ乘車スル旅客ノ手荷物ニ付テハ監督官廳ノ認󠄁可ヲ得テ前󠄁二項ノ規定ニ依ラサルコトヲ得
第三十九條　斤量ニ依リ運󠄁󠄁賃ヲ定メサル特定物品ハ小荷物トシテ託送󠄁󠄁ノ手續ヲ爲スヘシ
前󠄁項ノ物品ニ付テハ鐵道󠄁ハ其種類及󠄁運󠄁賃ヲ特定シテ監督官廳ノ認󠄁可ヲ得之ヲ停車場ニ揭示スルコトヲ要󠄁ス
第四十二條　手荷物ヲ託送󠄁󠄁スル者ハ其ノ乘車劵ヲ鐵道󠄁󠄁係員ニ呈󠄁󠄁示スヘシ
第四十三條　手荷物ノ託送󠄁󠄁ヲ受ケタルトキハ引換ノ符票ヲ交󠄁󠄁付シ之ト引換ニ引渡ヲ爲スモノトス
第四章 小荷物(小貨󠄁) 物運󠄁󠄁送󠄁󠄁
第五十條　手荷物車ヲ以テ運󠄁󠄁送󠄁󠄁スルニ適󠄁󠄁スル貨󠄁󠄁物ハ小荷物トシテ旅客列車(混合列車亦同ジ)ヲ以テ運󠄁󠄁送󠄁󠄁ノ便󠄁󠄁ヲ開クヘシ—鉄道運輸規程（明治33年逓信省令第36号）、官報、https://dl.ndl.go.jp/pid/2948426/1/17

第八条　次に掲げる者（以下「運送業者」という。）は、この節に定めるところにより、郵政大臣の要求があるときは、郵便物の運送をし、又は郵便物の運送に関し必要な行為をしなければならない。
一　日本国有鉄道
第六条　鉄道により運送事業を営む運送業者（以下「鉄道運送業者」という。）は、総務大臣の要求があるときは、定期の列車に、郵便物の運送に必要な設備を有する車両（以下「郵便車」という。）を連結して郵便物を運送しなければならない。
—郵便物運送委託法（1949年）、抜粋
なお貨物については、貨物運送規則第4条により「貨物の扱い種別は、小口扱及び車扱いとし、荷送人の選択によつて定める」と区分されていた。
この法律は、2024年（令和6年）現在でも有効であり、総務大臣の要求があれば、JR6社は何時でも専用客車を用意し、長距離普通列車を運転して郵便物の逓送を行わなければならない。ただし、1986年11月以降は、同法第5条3号により日本航空、全日本空輸など定期航空会社にその役割が取って代わられている。

## 歴史

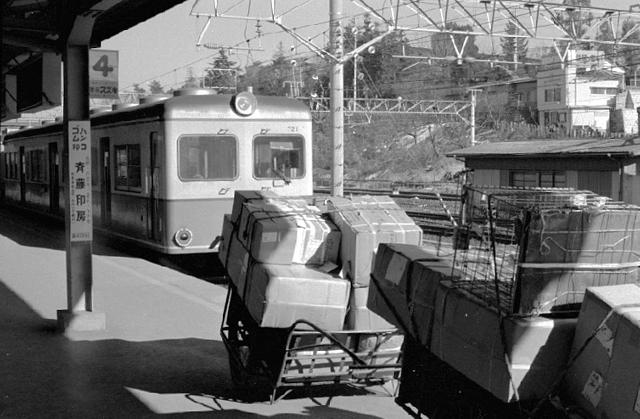
荷物扱いの様子
（関東鉄道取手駅、1978年1月）

明治時代から長年、郵便小包とともに小口荷物輸送の一翼を担っていた。

### 明治
鉄道による少量物品輸送は明治時代に鉄道開業と共に始まった。1872年（明治5年）7月18日には、鉄道による品川 - 横浜間郵便物輸送が開始された。同年10月14日には、新橋 - 横浜間で鉄道が開業すると同時に手荷物運賃が設定され、旅客が携行する物品輸送が開始された。
翌1873年（明治6年）9月15日には、鉄道貨物運送補則において小荷物運送方と運賃が制定され、旅客以外の者の委託を受けて少量物品を輸送する託送貨物制度が開始された。

第1条　日本政府は左の表に載する規則に従い定款の賃銭を取り東京の新橋及横浜の鉄道ステーションの間に貨物を運送する

第3条　託送貨物の事　託送の貨物は鉄道係りに渡す時送る所の貨物品名を表記し必ず託送の人一名或は連名又は其代人にて手記したる送状をを添え可し
—鉄道貨物運送補則（1873年）、抜粋

### 大正
一定量までの手荷物は無償で預けることができた。

第2章　手荷物運送
第149条　旅客は旅行用具及び鉄道省において別に定める物品に限り之を手荷物として託送することを得るものとす。
第151条　手荷物は乗車券の経路と同一経路に由り之を運送す。
第152条　手荷物は旅客一人に付左の斤量迄は無賃にて之を運送す。
　　三等　　五十斤
　　二等　　七十斤
　　一等　　百斤
第3章　小荷物運送
第157条　左に該当せさる物品は小荷物として之を託送することを得るものとす。
第158条　小荷物の運賃は最短経路の哩程により一か所毎に之を計算す。
第160条　小荷物には荷送人及荷受人の住所、氏名並送先駅を記載したる強靭なる荷札を附すべきものとす。
第4章　旅客付随小荷物運送
第182条　旅客は左の物品に限り旅客付随小荷物運送として之を託送することを得るものとす。
　　一　人力車、自動自転車、自転車、小児車
　　二　旅客の携帯する犬及小動物
　　三　行商人、呼売商人の携帯する商品
　　四　行商人、呼売商人の自用の商品運搬車
　　五　度量衡器取締官吏の携帯する度量衡検査用具
第184条　旅客付随小荷物の運賃は一箇所毎に之を計算す。
—国有鉄道旅客及荷物運送規則 （1920年）、抜粋
1919年（大正8年）には、新たに南満州鉄道との間に連絡運輸が開始された。

### 戦時体制
第二次世界大戦中の1942年には荷物運送一元化が行われ、小口貨物は「小荷物扱貨物」と「小口扱貨物」に区分された。また小荷物扱貨物は、原則として10kg以下と定められた。
さらに 1944年（昭和19年）3月14日には、決戦非常措置要綱に基づく旅客の輸送制限に関する件が閣議決定され、長距離旅客の制限等に併せて託送手荷物制度は全廃、小荷物扱い貨物に一元化された。

### 戦後
戦後は制度が復活したものの全面有料化され、終戦直後には急速なインフレーション進行に伴う物価高騰に対応するため、度々値上げが繰返された。1970年代に入ると国鉄の運営と国鉄労働組合・国鉄動力車労働組合の関係が悪化、激しい労働争議が頻発した。これが荷主からの信頼を失う結果となる。加えて、国鉄による少量品輸送そのものが、貨物局が取扱う小口貨物と旅客局が取扱う手小荷物とで重複して運営されており非効率的であると言う批判が内部からも取沙汰されていた。
このことから国鉄では「小口貨物輸送改善」が行われ、1974年（昭和49年）10月ダイヤ改正に合わせて小口扱貨物を「普通扱第二種荷物」として手小荷物に統合し、国鉄による少量品輸送を旅客局の運営する手小荷物営業に一本化する、いわゆる「荷貨一元化」が行われた。
| 年度              | 昭和50  | 55     | 56     | 57     | 58     | 59     |
| ----------------- | ------- | ------ | ------ | ------ | ------ | ------ |
| 手荷物            | 4,631   | 2,026  | 1,564  | 1,037  | 537    | 255    |
| 普通扱小荷物      | 74,714  | 39,492 | 33,351 | 27,397 | 20,360 | 15,463 |
| 特別扱新聞紙·雑誌 | 43,099  | 37.108 | 35,283 | 33,681 | 29,696 | 21,880 |
| 託送郵便物        | 836     | 497    | 422    | 369    | 254    | 43     |
| 計                | 123,280 | 79,123 | 70,620 | 62,483 | 50,847 | 37,642 |

1976年（昭和51年）にヤマト運輸が「宅急便」の名称で宅配便サービスを開始したことや、新聞輸送のトラック輸送への転換や全国紙現地印刷開始により、取扱個数が減少に転じた。これに対抗するため1982年（昭和57年）には集配サービスを付加した「宅配鉄道便Q」（人気漫画「オバケのQ太郎」をキャラクターに起用）を開始し、1985年（昭和60年）にはさらに取次店での荷物引受サービスを加えた「ひかり宅配便」の取り扱いを開始したものの凋落に歯止めはかからず、1986年（昭和61年）に鉄道小荷物サービスが廃止された。
この後、駅構内で旅客の手荷物を車廻りまで運ぶ独特の服装の赤帽も姿を消した。

## 手順

### 手荷物

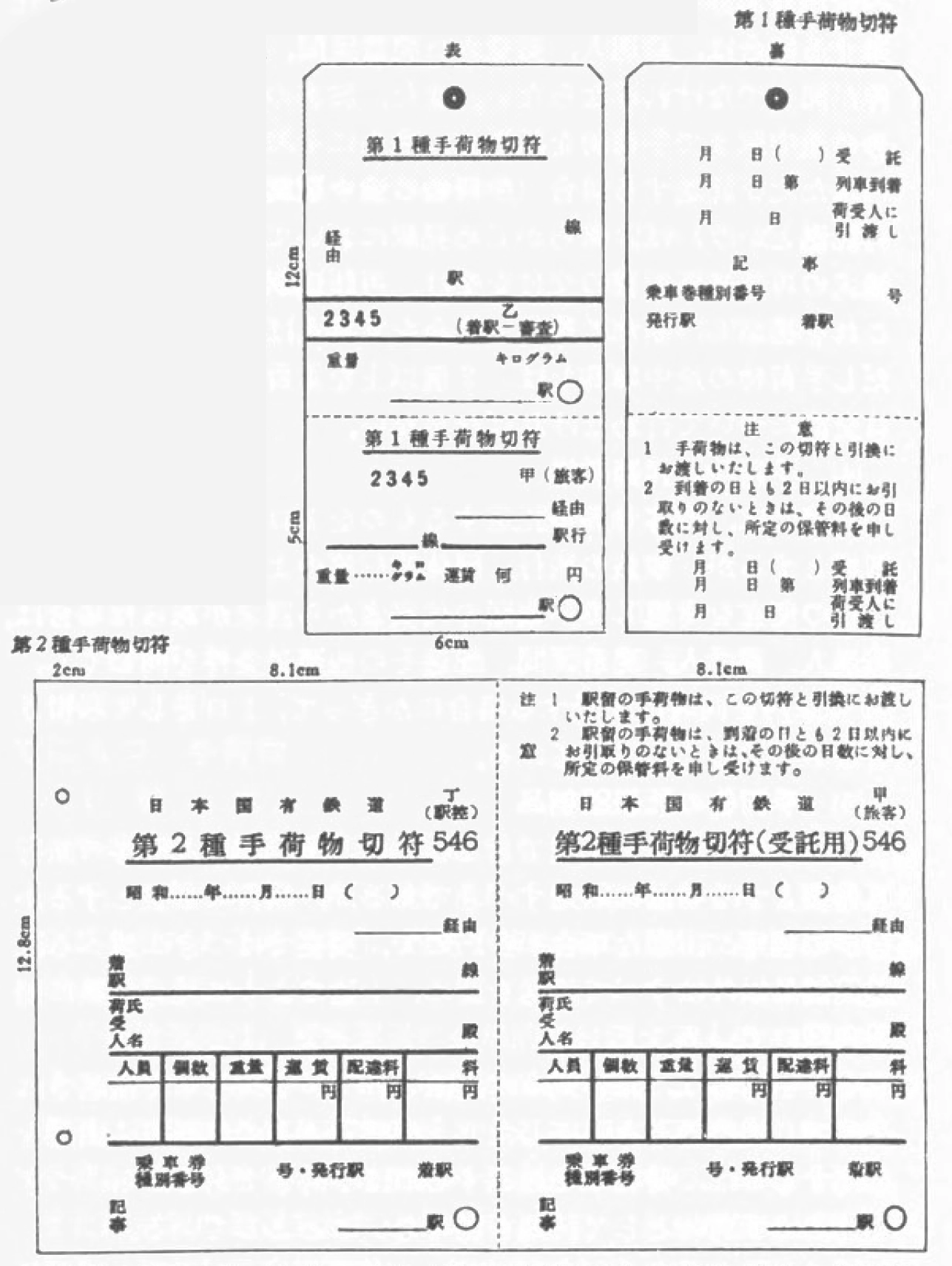
第一種手荷物切符と第二種手荷物切符

初期は、係員は乗客の手荷物を預かった際には、乗車券に（手荷物）というスタンプを押し、チェッキを発行した。手荷物を受け取る際には、チェッキと引き換えとなった。
手荷物が全面有料化されると、チェッキは手荷物切符となった。
- 第一種手荷物切符[7] - 運賃のほかに料金を収受せず、かつ連絡運輸とならないもの
- 第二種手荷物切符[7] - 第一種以外のすべて

### 小荷物

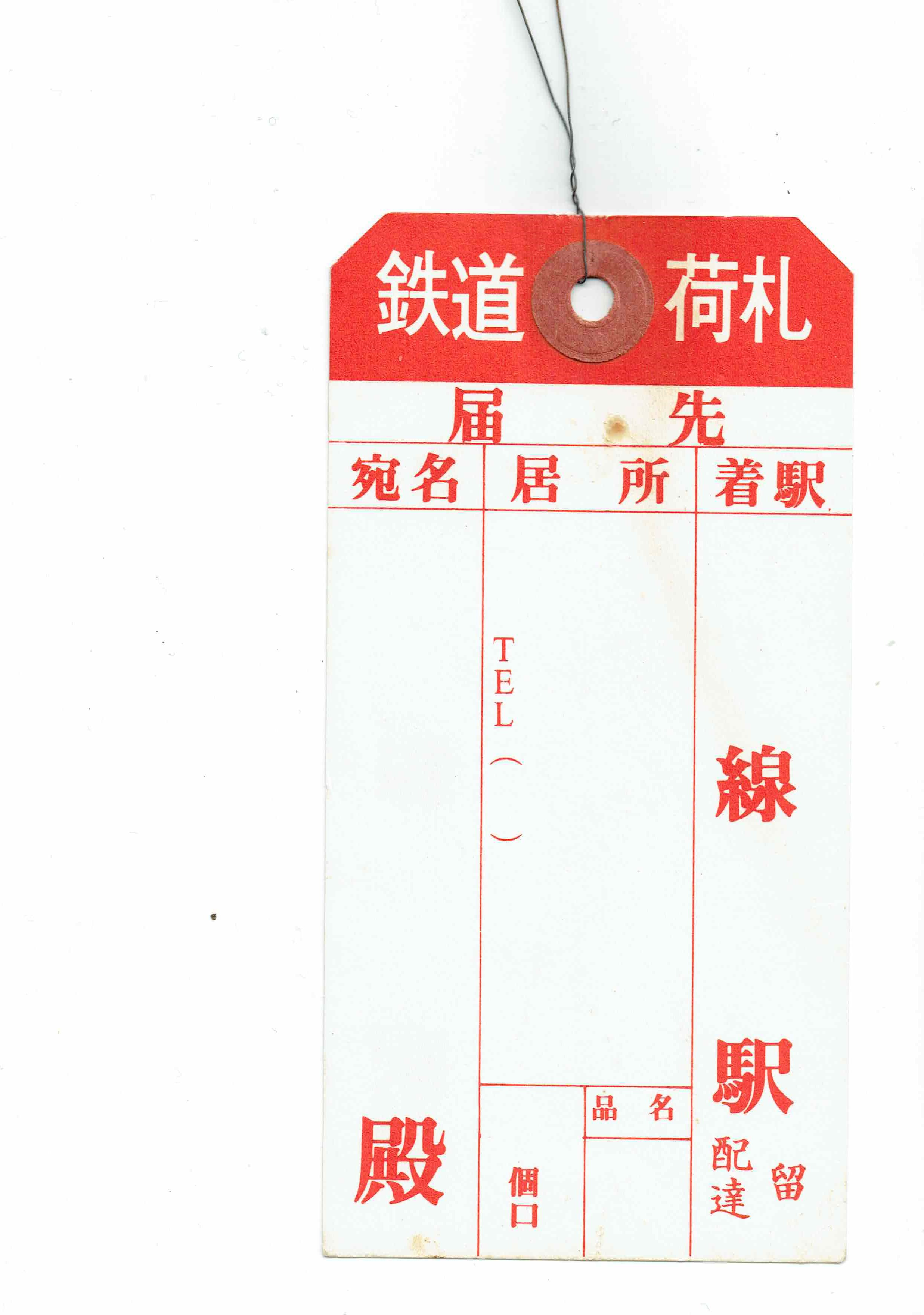
鉄道荷札

小荷物について、当時の国鉄営業規則では次のようになっていた。いずれも1980年当時のものである。
- 1個30キログラムまで、大きさ2立方メートルまで。超過分は超過料金が必要。
- 受付は小荷物取り扱い駅で午前9時から午後5時まで。但し、貴重品や特殊な物品は取扱駅を限定して取扱う。
- 所要日数は受付日1日+輸送距離400キロメートルごとに1日。急行荷物列車とブルートレイン利用の場合は受付日の翌日。
- 運賃は5つの地帯に分け、地帯区分、重量、品物によって決定する。さらに北海道は、函館本線上目名駅・室蘭本線大岸駅以東は北海道（1）、函館本線熱郛駅・室蘭本線礼文駅以西は北海道（2）と2つのブロックに分ける。
- 急行荷物列車利用の場合は100円の急行荷物料金を、ブルートレイン利用の場合は小荷物運賃相当額の特急荷物料金をそれぞれ徴収する。
- 急行荷物列車とブルートレイン利用の場合は区間を限定して取扱う。
- 配達はするが、配達可能駅と配達可能エリアを別に指定し、配達料金を徴収する。それ以外は駅留（駅まで取りに出向く。受付時間は午前9時から午後5時まで）。
- 駅留の場合、荷物が到着してから3日間は保管料は無料であるが、4日目以降8日目までは1個1日110円、9日目以降は1個1日130円の保管料を徴収する。
- 荷物は厳重に荷造りした上、荷受人・荷送人を書いた紙等を荷物本体に貼ると共に、同じ内容を書いた荷札をくくり付けなければならない[20]。

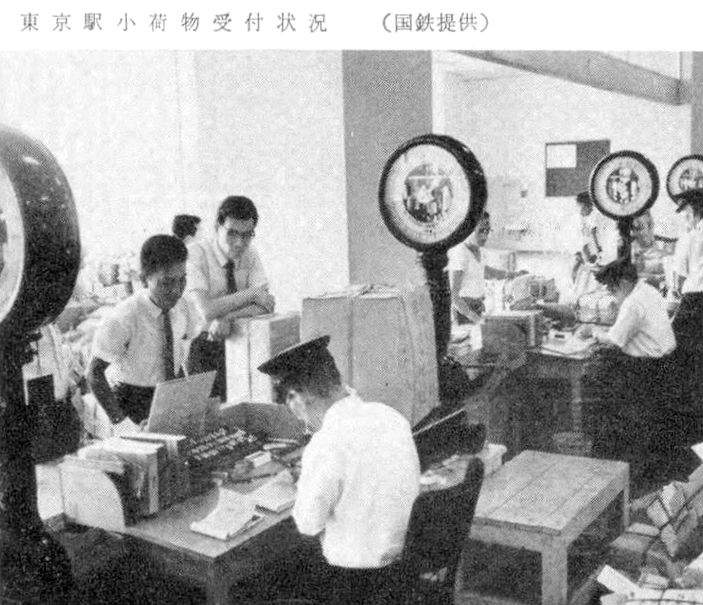
東京駅小荷物受付所（1966年ごろ）
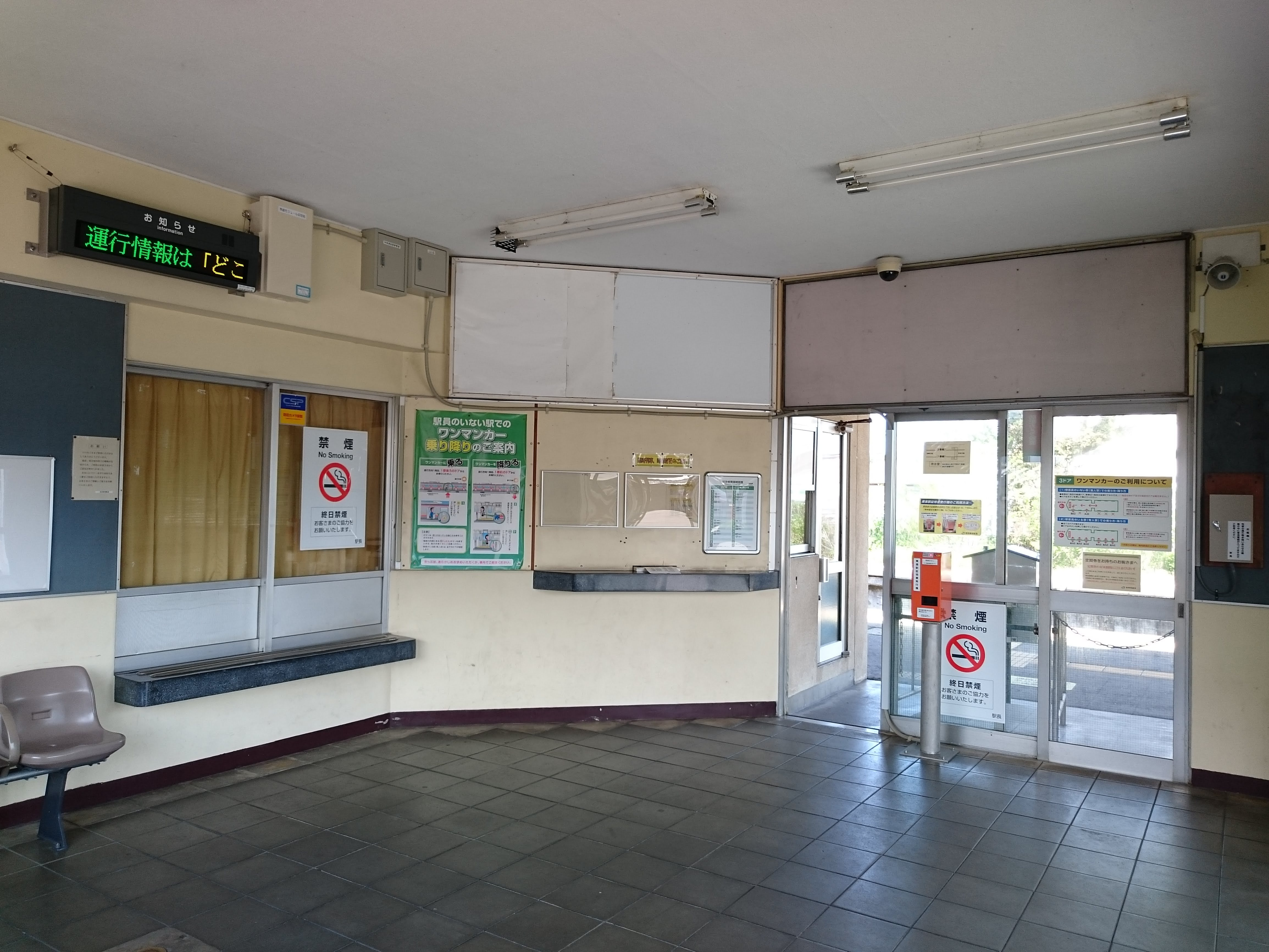
左側の窓が手小荷物受付窓口だった（JR越後線の小島谷駅）（2019年5月）
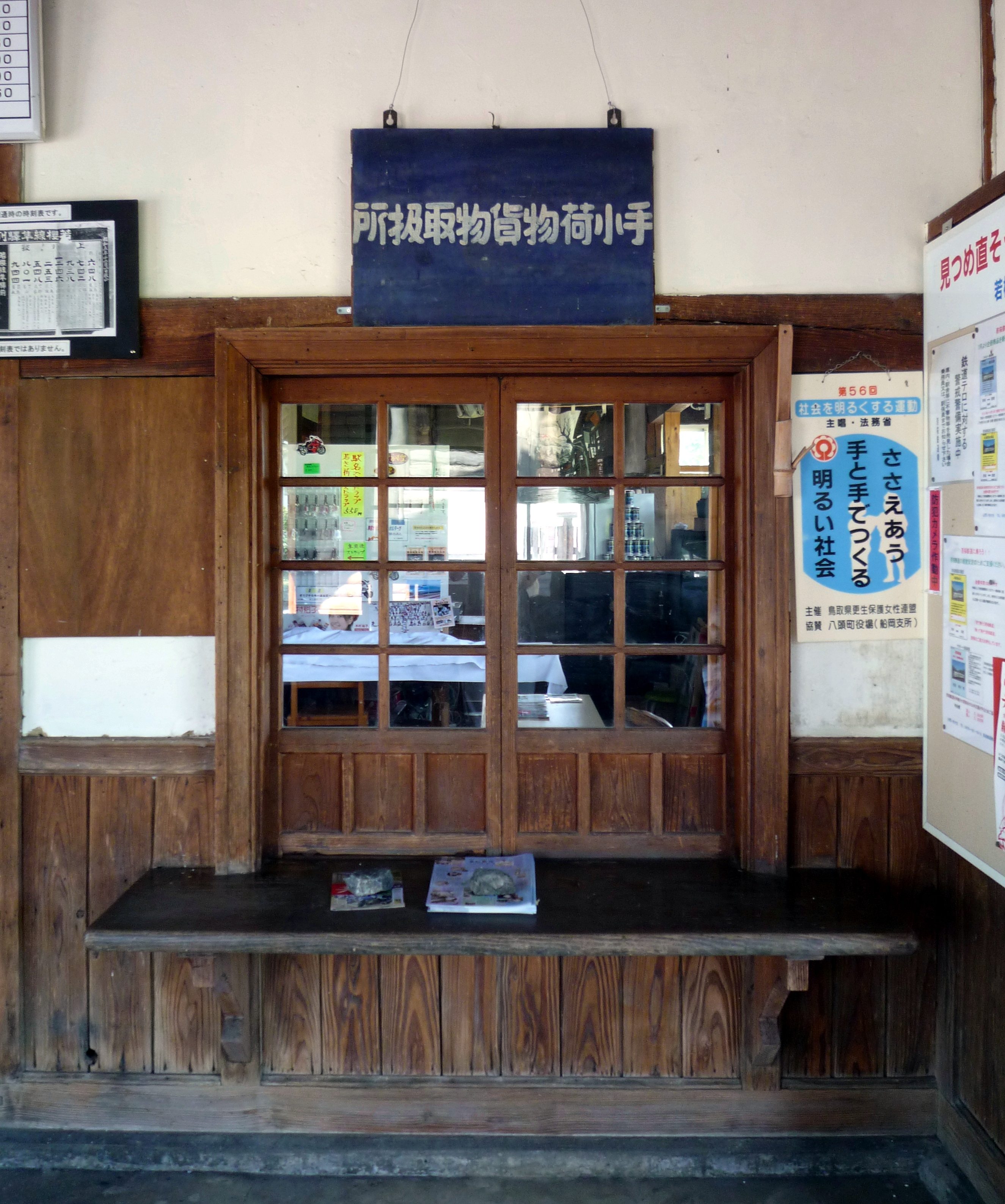
隼駅に再現された手小荷物貨物取扱所（2010年8月）

## 運賃
重量や輸送距離により変動する。また、発送駅から到着駅までの運賃は旅客同様最短距離によるが、私鉄駅からの発送の場合は私鉄線の運賃も加算された。

### 手荷物
手荷物の運賃は、1946年3月までは一定重量までは無料であり、それを超える場合には重量または個数に応じて運賃を収受していた。。手荷物運搬業者（赤帽）による運搬の場合は、旅客一人当たり5銭であった（1924年）。
1946年4月からは無料運送は廃止され、すべて有料化された。

1958年における手荷物運賃
1. 手荷物1口の総重量が、旅客1人につき30kgの割合で計算した重量を超過しないとき
  - 旅客1人毎に、以下の運賃となる
    - 同一自動車線の駅に発着するもの - 運送距離にかかわらず、一律50円
    - その他 -  運送距離にかかわらず、一律115円

2. 手荷物1口の総重量が、旅客1人につき30kgの割合で計算した重量を超過するとき
  - 超過する重量に対する通常小荷物運賃に相当する額と、定額運賃(旅客1人につき50円または115円)とを合算

### 小荷物
| 重量/距離    | 100km | 200km | 300km | 400km | 500km | 750km | 1000km | 1500km | 2000km | 以降 500km毎に |
| ------------ | ----- | ----- | ----- | ----- | ----- | ----- | ------ | ------ | ------ | -------------- |
| 10kg         | 80    | 100   | 120   | 135   | 145   | 175   | 205    | 265    | 325    | 60             |
| 15kg         | 115   | 140   | 165   | 185   | 200   | 240   | 280    | 360    | 440    | 80             |
| 20kg         | 145   | 175   | 205   | 230   | 250   | 300   | 350    | 450    | 550    | 100            |
| 25kg         | 180   | 215   | 250   | 280   | 305   | 365   | 425    | 545    | 665    | 120            |
| 30kg         | 210   | 250   | 290   | 325   | 355   | 425   | 495    | 635    | 775    | 140            |
| 35kg         | 245   | 290   | 335   | 375   | 410   | 490   | 570    | 730    | 890    | 160            |
| 40kg         | 275   | 325   | 375   | 420   | 460   | 550   | 640    | 820    | 1000   | 180            |
| 50kg         | 340   | 400   | 460   | 515   | 565   | 675   | 785    | 1005   | 1225   | 220            |
| 以降10kg毎に | 130   | 15    | 170   | 190   | 210   | 250   | 290    | 370    | 450    | 80             |

| 重量/地帯          | 第1地帯 | 第2地帯 | 第3地帯 | 第4地帯 | 第5地帯 |
| ------------------ | ------- | ------- | ------- | ------- | ------- |
| 10kgまで           | 530     | 650     | 780     | 950     | 1,200   |
| 20kgまで           | 650     | 850     | 1,050   | 1,300   | 1,600   |
| 30kgまで           | 780     | 1,050   | 1,350   | 1,650   | 2,000   |
| 50kgまで           | 1,000   | 1,400   | 1,750   | 2,150   | 2,550   |
| 以上20kgを増す毎に | 300     | 450     | 600     | 750     | 900     |

### 特別扱荷物
新聞及び雑誌については日本国有鉄道荷物営業規則において、国鉄当局の認可を得て「特別扱運送契約」を締結することで特別な取り扱いを行った上で小荷物扱いで輸送された。この承認を受けた新聞は題字付近、雑誌は表紙の最上部に「国鉄首都特別扱承認」「国鉄東局特別扱承認」等の文言と承認番号が入れられていた
これらの特別扱を受けた場合にはゾーン別運賃では無く全国一律の特別運賃が適用され、一般の荷物より安価に輸送出来た。この特別扱による恩恵が大きかったのが雑誌であり、雑誌は鉄道により全国に届けられ普及することになった。しかしながら国鉄の労使紛争が極度に悪化し輸送混乱が生じると地方への雑誌の到着が極端に遅くなる等したため、トラックによる輸送に切替えられて姿を消して行った。
なお、付録つき雑誌の場合、この扱いを受ける場合には紙素材の付録に限られていたため、1970年代までの『りぼん』や『なかよし』などの付録付きマンガ雑誌では、その制限の下で付録が工夫されて行った。

## 今日的な評価
明治から戦後間もない時期の日本においては、近代的な道路網の整備が遅れていたことも関係して、荷物輸送における鉄道の重要性は非常に高かった。しかし、一方では社会環境の変化に伴い、旅客鉄道の速度向上が求められ、駅ごとに荷物積卸を行う荷物輸送がその障害と見なされたこと、もう一方では、道路網の整備が進んだことで路線トラック事業者が小口荷物の配送事業に進出したことにより、荷物輸送における鉄道の重要性は1970年代 - 80年代にかけて急速に低下していった。以上のような状況の中で、鉄道小荷物が宅配便に対して後れを取った大きな理由として、集配サービスにおける柔軟性の欠如が挙げられる。
個人による物品輸送は、基本的に差出人の家から受取人の家までの輸送を基本とする。しかし、鉄道小荷物は基本的に発駅―着駅間における輸送が主であり、差出人の家から発駅までと着駅から受取人の家までの配送は、別建ての配送料金を支払わない限りは行われない附加役務と言う性質が強かった。また、当時の国鉄は集配事業を直接担うことが出来ないため、集配事業は日本通運や地方の運送事業者との間に契約を結んだ上で配送を委託していた。このため、集荷・輸送・配送サービスが一貫したネットワークの下において構築されていた郵便小包や宅配便に比べて効率性が低くコストが高くなりやすい特徴があった。
加えて、物資輸送はユニバーサルサービスとしての性質をも帯びることから、採算が取りにくい地方線区における荷物取扱も簡単には廃止することが出来ず、結果的に高コスト構造が温存される原因となった。70年代に宅配便が普及するまでは、ごく少量の物品（5キログラム以下）を運ぶ郵便小包とそれ以上の重量の物品を輸送する鉄道小荷物と言う棲み分けがなされており、特に郵便小包では扱えない5kg以上の小口荷物輸送に関しては鉄道の独占事業状態が続いていたため、上記のような問題は大きく取沙汰されることは無かった。しかし、宅配便の急成長が進んだことや、これに対抗するために郵政省が郵便小包の重量制限を緩和したことに伴い、郵便小包と鉄道小荷物との棲み分けが崩壊したことで収益バランスが崩れたことで鉄道小荷物輸送の高コスト構造が顕在化したのである。
日本の鉄道においては、その旅客輸送密度の高さ故に荷物輸送のためのスペース・人員・ダイヤを確保出来なくなったのが実情である。客室にも相対的にゆとりがあり、乗車中の手荷物託送の必要性は航空機や高速バス程には高くないが、乗り降り、ターミナル移動時等を含めると必要性が認められることも少なくない。
2020年代に入り、新幹線による貨客混載が試験的に行われている。

## その他
国鉄の小荷物営業に関連して、駅構内での荷物積下ろし業務や、トラックによる駅からの荷物集配業務等を受託する国鉄の関連企業があり、「鉄道荷物会社」と呼ばれていた。日本全国で21社存在したが、鉄道小荷物営業廃止の影響を受け、転廃業する社も生じた。存続している企業には「ジェイアール東日本物流（旧・東京鉄道荷物）」・「ジェイアール西日本マルニックス（旧・大阪鉄道荷物）」等がある。
鉄道小荷物輸送は、旧国鉄のみならず地方や、大都市圏の一部私鉄でも行われていた。旧東京地下鉄道（現・東京地下鉄銀座線）でも昭和初期に旧国鉄との連絡運輸を開始したのを機にチッキ扱いを開始したが、約10年間に発送が3個、到着が5個と言う状態だったため、1950年（昭和25年）にチッキ扱いは廃止された。